# HD11838
HD11838 є хімічно пекулярною зорею спектрального класу
A0 й має видиму зоряну величину в смузі V приблизно  8,9.

## Пекулярний хімічний вміст
Зоряна атмосфера HD11838 має підвищений вміст 
Si
.